# 手机少年
《手机少年》是茗卡通2008年开始在《漫画世界》连载的漫画，故事从主角郑亦哲得到MP手机“幻”开始。被说是高科技战斗为平台演绎的玄幻风暴。作者茗卡通·暴雨，本名郑琳，生日1月27日，星座是水瓶座，出生在辽宁省抚顺市。在第三部开始由120P增至152P，每册多增加2回故事。

## 主要内容
漫画以郑亦哲得到MP手机“幻”为起点，按照小哲和他的MP手机逐步成长由弱到强的过程为线索，讲述了手机少年团对抗强大的MAX新人类的故事。当MAX之神夜胜宇不再与其为敌后，与手机少年团一起对抗MP之父左戒，阻止其为了保护地球而毁灭人类的可怕梦想。